# Zygaspis vandami
Zygaspis vandami — вид плазунів з родини амфісбенових (Amphisbaenidae). Мешкає в Південній Африці.

## Опис
Zygaspis vandami є одними з найменших представників свого роду, їх довжина (без врахування хвоста) становить 13-17 см. Максимально зафіксована довжина Z. vandami становить 18,5 см. Верхня частина тіла має рівномірне темно-пурпурово-коричневе забарвлення, нижня частина тіла світло-фіолетова, підборіддя і анальна область білі.

## Підвиди
Виділяють два підвиди:
- Zygaspis vandami vandami (Fitzsimons, 1930) — північний схід ПАР (провінції Лімпопо і Мпумаланга);
- Zygaspis vandami arenicola Broadley & Broadley, 1997 — рівнини Мозамбіку (на південь від Саве), південний схід Зімбабве, північ провінції Квазулу-Наталь у ПАР, Есватіні.

## Поширення і екологія
Zygaspis vandami мешкають у Південно-Африканській Республіці, Мозамбіку, Зімбабве і Есватіні. Вони живуть в саванах і рідколіссях з густим шаром опалого листя і великою кількістю безхребетних, у піщаних ґрунтах.